# Theodor Reye
Karl Theodor Reye (1838-1919) va ser un físic i matemàtic alemany especialista en termodinàmica de la atmosfera aplicada a la meteorologia i en geometria de posició.

## Vida i Obra
Reye va iniciar els seus estudis al Politècnic de Hannover el 1856 i els va continuar al Politècnic de Zuric (1859-1860) on es a especialitzar en enginyeria i matemàtiques. Va obtenir el doctorat a la universitat de Göttingen (1861) amb una tesi sobre mecànica de gasos.
Va ser professor adjunt a Zuric fins al 1870 en què es va traslladar a Aquisgrà. El 1872 va ser nomenat catedràtic de geometria de la universitat d'Estrasburg, càrrec que va mantenir fins que es va retirar el 1909. En acabar la Primera Guerra Mundial i tornà Estrasburg a mans franceses se'n va anar a viure a Würzburg on va morir poc després.
Després d'uns anys (1861-1864) estudiant la mecànica dels gasos i la termodinàmica, Reye es va interessar en la geometria de posició. Partint de l'obra de Karl von Staudt va publicar els dos volums del seu tractat Die Geometrie Der Lage (La geometria de posició (1866-1868). La seva aportació més interessant va ser el concepte de configuració geomètrica. La seva obra en geometria sintètica també abasta l'estudi dels complexos axials de superfícies de segon grau i la teoria de la polaritat de les corbes, essent també l'introductor dels concepte d'apolaritat.